# Рива (издателство)
Издателска къща „Рива“, създадена през 1990 г., е едно от първите частни издателства в България. Неговата тематична програма е ориентирана към историята, философията, обществените науки, високата художествена литература, гръцката и латинската епиграфика, музикологията.

## История
Издателство „Рива“ е създадено през 1990 г. Близо двайсет години негов директор е Радост Владимирова, която преди 1989 г. е сред редакторите на издателство „Народна култура“. Настоящият директор е Йонко Йончев.
Член е на Асоциацията на българските книгоиздатели и партньор на всички големи книгоразпространители на територията на България.

## Издания
Издателство „Рива“ е характерно със своята хуманитаристика. Сред книгите му има множество истории на градове и държави, както и биографии. Но неговата тематична програма е ориентирана по-общо към историята, философията, обществените науки, древногръцката и латинската класика, музикологията.
С емблемата на „Рива“ излизат трудове на учени и изследователи с международен престиж, сред които Хосе Ортега-и-Гасет, Бенедето Кроче, Гастон Башлар, Карл Попър, Пол Джонсън, Джоузеф Камбъл, Франсис Фукуяма, Миша Глени, Жак Атали, Жан Делюмо, Робер Мантран, Пиер Гримал, Жак Льо Гоф, Марк Феро, Ален Корбен, както и на български авторитети като Александър Фол, Иван Илчев, Андрей Пантев, Иля Йончев, Димитър Аврамов и Лидия Денкова.
В списъка с висока художествена литература са творби на утвърдени писатели, превеждани в цял свят – сред тях са имената на Нобеловите лауреати Херман Хесе, Елфриде Йелинек, Кавабата Ясунари, Имре Кертес и Гао Сяндзян. Редом до тях „Рива“ издава творбите на Айрис Мърдок, Съмърсет Моъм, Бертолт Брехт, Петер Хандке, Райнер Мария Рилке, Петер Турини, Уилям Бойд, Казуо Ишигуро, Анри Троая, Мишел Турние, Хуан Карлос Онети, Решат Нури, Самюъл Пийпс…
„Рива“ издава и съвременна българска литература, а книгите ѝ редовно са сред номинираните за националните литературни награди. Това са произведенията на Любомир Канов, Чавдар Ценов, Ицко Финци, Рада Александрова, Борис Христов, Деян Енев.
Освен това „Рива“ е едно от водещите издателства за учебна литература в България. Учебниците включват средните общообразователни курсове по български език, литература, математика, история, изобразително изкуство и други. Авторите на изданията включват утвърдени професионалисти като Ангелина Жекова, Здравка Новакова, Любен Витанов, Мария Бунева, Венцислав Божинов, Любка Алексиева.